# Tajon Buchanan
Tajon Trevor Buchanan (Brampton, 8 de Fevereiro de 1999) é um futebolista canadense que atua como meia-direita. Atualmente joga no Villarreal e pela Seleção Canadense de Futebol.

## Carreira
Buchanan nasceu e foi criado em Brampton, Ontário, e é descendente de jamaicanos. Seu pai morreu quando Buchanan tinha sete anos. Ele começou a jogar futebol com o Brampton Youth, quando tinha oito anos. Buchanan venceu a IMG Cup de 2014 com o Mississauga Falcons. Aos 15 anos, ele se mudou com seu melhor amigo e o pai de seu melhor amigo (e seu ex-treinador), Chrys Chrysanthou, para o Colorado, onde se juntou à academia USSDA Real Colorado.
Buchanan passou dois anos jogando futebol universitário na Syracuse University entre 2017 e 2018, fazendo 33 aparições, marcando 12 gols e somando seis assistências. Depois de dois anos com o Orange, Buchanan saiu cedo e assinou um contrato da Generation Adidas com a Major League Soccer antes da MLS SuperDraft de 2019.
No verão de 2018, Buchanan jogou pelo Sigma FC da League1 Ontario, fazendo sete partidas e marcando dois gols.

### New England Revolution
Em 11 de janeiro de 2019, Buchanan foi selecionado em nono lugar geral no MLS SuperDraft de 2019 pelo New England Revolution. Ele fez sua estreia profissional em 9 de março de 2019, como substituto aos 81 minutos durante uma derrota por 2–0 para o Columbus Crew. Em 24 de novembro de 2020, ele marcou seu primeiro gol nas Eliminatórias da MLS Cup, marcando o segundo gol na vitória por 2–0 sobre o Philadelphia Union.
Em 3 de julho de 2021, Buchanan marcou o primeiro gol da história do Lower.com Field, no empate do Revolution por 2–2 contra o Columbus Crew. Durante a temporada de 2021, a boa forma contínua de Buchanan pelo Revolution lhe rendeu uma indicação ao time da MLS para o MLS All-Star Game de 2021 em agosto de 2021.

### Club Brugge
Em agosto de 2021, Buchanan assinou um contrato de três anos e meio com o campeão belga da Jupiler Pro League Club Brugge. Buchanan foi emprestado de volta ao New England Revolution pelo restante da temporada de 2021 da MLS. A taxa de transferência de US$7 milhões (com uma cláusula de venda de 10%) paga pelo Club Brugge foi um recorde do clube recebido pelo Revolution por um de seus jogadores. Ele fez sua estreia pelo Brugge contra o Sint-Truiden em 15 de janeiro de 2022. Buchanan marcou seu primeiro gol pelo Brugge em 24 de abril contra o Royal Antwerp.

### Internazionale Milano
Em 5 de janeiro de 2024, Buchanan se juntou oficialmente ao clube da Serie A, Inter de Milão, por uma taxa relatada de €7 milhões, mais €3 milhões em complementos, assinando um contrato de quatro anos e meio com o clube italiano. No processo, ele se tornou o primeiro jogador canadense da Serie A TIM. Buchanan fez sua estreia pelo seu novo clube em 16 de fevereiro, como substituto de Alessandro Bastoni na vitória por 4–0 sobre a Salernitana. Em 10 de maio de 2024, Buchanan marcou seu primeiro gol pela Inter, marcando o terceiro gol na vitória por 5–0 contra o Frosinone.

## Carreira internacional
Buchanan aceitou um convite para o acampamento da seleção principal do Canadá em janeiro de 2021. Buchanan foi convocado em junho de 2021 para as próximas partidas de qualificação para a Copa do Mundo contra Aruba e Suriname, e posteriormente fez sua estreia na seleção principal contra Aruba, marcando dois gols na vitória por 7–0. Em 18 de junho, Buchanan foi nomeado para o elenco preliminar de 60 jogadores do Canadá para a Copa Ouro da CONCACAF de 2021. Em 1º de julho, ele foi convocado para o elenco final de 23 jogadores. Ele marcou seu primeiro gol pela seleção principal em 29 de julho contra o México nas semifinais da Copa Ouro, marcando o empate de uma eventual derrota por 2–1. O desempenho de Buchanan no torneio foi amplamente elogiado pela mídia da região e, na conclusão da competição, ele foi nomeado o ganhador do prêmio de Melhor Jogador Jovem da Copa Ouro da CONCACAF de 2021.
Em novembro de 2022, Buchanan foi nomeado para a seleção do Canadá para a Copa do Mundo FIFA de 2022. Na segunda partida do Canadá em 27 de novembro contra a Croácia, a equipe marcou seu primeiro gol em uma Copa do Mundo masculina, com Buchanan enviando um cruzamento que foi recebido pelo cabeçeio de Alphonso Davies e enviado para o fundo da rede.

## Títulos

#### New England Revolution
- Supporters' Shield: 2021

#### Club Brugge
- Jupiler Pro League: 2021–22, 2023–24

#### Internazionale Milano
- Serie A TIM: 2023–24
- Supercopa Italiana: 2023